# Moclín
Moclín là một đô thị trong tỉnh Granada, Tây Ban Nha. Dân số năm 2024 là 3.529 người.